# Caladenia macrostylis
Caladenia macrostylis es una especie de orquídea de hábito terrestre del género Caladenia. Es nativa de Australia.

## Descripción
Esta orquídea tiene una inflorescencia con dos flores se encuentran abiertas  simultáneamente, se encuentran en la sombra profunda. Esta orquídea es muy distintiva, con los pétalos y los sépalos proyectándose hacia adelante (como, "saltando") y los botones de color rojo oscuro conocido como callos en el labelo.

## Taxonomía
Caladenia macrostylis fue descrita por Robert D. FitzGerald  y publicado en The Gardeners' Chronicle, new series 17: 462. 1882.
Etimología
Caladenia: nombre genérico que  deriva de las palabras griegas calos (que significa hermosa) y adén (es decir, las glándulas), refiriéndose al colorido labelo y las brillantes glándulas en la base de la columna que adornan muchas de las especies.

## Sinonimia
- Arachnorchis macrostylis (Fitzg.) D.L.Jones & M.A.Clem., Orchadian 13: 395 (2001).
- Phlebochilus macrostylis (Fitzg.) Szlach., Polish Bot. J. 46: 15 (2001).[1]